# The Darkest Age – Live ’93
The Darkest Age – Live '93 – pierwszy koncertowy album deathmetalowej grupy muzycznej Vader, wydany w 1994 roku przez Baron Records, ponownie w 1996 przez System Shock/Impact Records oraz Metal Mind Productions w 1998 roku.
Nagrania zostały zarejestrowane 13 grudnia 1993 roku w Hali T.S. Wisły w Krakowie podczas koncertu, który odbył się w ramach trasy wraz z zespołem Proletaryat.

## Lista utworów
Opracowano na podstawie materiału źródłowego.
| Nr  | Tytuł utworu                 | Słowa                | Muzyka                    | Długość |
| --- | ---------------------------- | -------------------- | ------------------------- | ------- |
| 1.  | „Macbeth – Intro”            | utwór instrumentalny | Laibach                   | 03:54   |
| 2.  | „Dark Age”                   | Piotr Wiwczarek      | Piotr Wiwczarek           | 04:43   |
| 3.  | „Vicious Circle”             | Paweł Wasilewski     | Piotr Wiwczarek           | 03:13   |
| 4.  | „The Crucified Ones”         | Piotr Wiwczarek      | Piotr Wiwczarek           | 03:11   |
| 5.  | „Demon's Wind”               | Piotr Wiwczarek      | Piotr Wiwczarek           | 05:01   |
| 6.  | „Decapitated Saints”         | Piotr Wiwczarek      | Piotr Wiwczarek           | 02:31   |
| 7.  | „From Beyond – Intro”        | utwór instrumentalny | Piotr Wiwczarek           | 01:01   |
| 8.  | „Chaos"”                     | Paweł Wasilewski     | Piotr Wiwczarek           | 04:57   |
| 9.  | „Reign-Carrion”              | Piotr Wiwczarek      | Piotr Wiwczarek           | 07:17   |
| 10. | „Testimony”                  | Piotr Wiwczarek      | Piotr Wiwczarek           | 04:10   |
| 11. | „Breath of Centuries”        | Paweł Wasilewski     | Piotr Wiwczarek           | 04:20   |
| 12. | „Omen – Intro”               | utwór instrumentalny | Jerry Goldsmith           | 02:08   |
| 13. | „Hell Awaits (cover Slayer)” | Kerry King           | Jeff Hanneman, Kerry King | 04:41   |
|     |                              |                      |                           | 51:07   |

| Utwory dodatkowe - edycja japońska | Utwory dodatkowe - edycja japońska    | Utwory dodatkowe - edycja japońska | Utwory dodatkowe - edycja japońska                  | Utwory dodatkowe - edycja japońska |
| Nr                                 | Tytuł utworu                          | Słowa                              | Muzyka                                              | Długość                            |
| ---------------------------------- | ------------------------------------- | ---------------------------------- | --------------------------------------------------- | ---------------------------------- |
| 1.                                 | „Hymn to the Ancient Ones”            |                                    | Piotr Wiwczarek                                     | 01:52                              |
| 2.                                 | „Sothis”                              | Paweł Wasilewski                   | Piotr Wiwczarek                                     | 03:46                              |
| 3.                                 | „De Profundis”                        | utwór instrumentalny               | Piotr Wiwczarek                                     | 01:31                              |
| 4.                                 | „Vision and the Voice”                | Paweł Wasilewski                   | Piotr Wiwczarek                                     | 03:27                              |
| 5.                                 | „The Wrath”                           | Piotr Wiwczarek                    | Piotr Wiwczarek                                     | 04:54                              |
| 6.                                 | „R'Lyeh”                              | utwór instrumentalny               | Piotr Wiwczarek                                     | 01:53                              |
| 7.                                 | „Black Sabbath (cover Black Sabbath)” | Ozzy Osbourne                      | Ozzy Osbourne, Tony Iommi, Geezer Butler, Bill Ward | 06:20                              |

## Twórcy
Opracowano na podstawie materiału źródłowego.
| Zespół Vader w składzie - Piotr "Peter" Wiwczarek – gitara, śpiew, słowa - Jarosław "China" Łabieniec – gitara - Jacek "Jackie" Kalisz – gitara basowa - Krzysztof "Docent" Raczkowski – perkusja |  | Produkcja - Mariusz Kmiołek – produkcja - Marcin Ograbek – realizacja - Jacek Wiśniewski – projekt okładki i wykonanie - Paweł Wasilewski – słowa |

## Wydania
| Rok  | Nr katalogowy | Format          | Wydawca                     | Region            | Źródło |
| ---- | ------------- | --------------- | --------------------------- | ----------------- | ------ |
| 1994 | BMR 062       | Cass, Album     | Baron Records               | Polska            | [ 3 ]  |
| 1994 | BMR CD 008    | CD, Album       | Baron Records               | Polska            | [ 3 ]  |
| 1996 | SERE 007      | CD, Album, RE   | Arctic Serenades            | Norwegia/Europa   | [ 3 ]  |
| 1998 | IR-C-111      | CD, Album       | System Shock/Impact Records | Niemcy/Europa     | [ 3 ]  |
| 1998 | MMP CD 0055   | CD, Album, RP   | Metal Mind Records          | Polska            | [ 3 ]  |
| 1998 | MMP 0055      | Cass, Album, RE | Metal Mind Records          | Polska            | [ 3 ]  |
| 1999 | 76962-32323-2 | CD, Album, RE   | Pavement Music              | Stany Zjednoczone | [ 3 ]  |